# 马莫拉尔
马莫拉尔，是西班牙卡斯蒂利亚-莱昂布尔戈斯省的一个市镇。总面积18平方公里，总人口63人（2001年），人口密度4人/平方公里。